# Simon Marius
Simon Marius, en allemand Simon Mayr (10 janvier 1573 à Gunzenhausen - 26 décembre 1624 à Ansbach), est un astronome allemand, auquel on doit le nom des quatre principaux satellites de Jupiter, dites lunes galiléennes.

## Biographie
Après des études à l'académie luthérienne de Heilbronn, où il s'intéresse au chant, à la météorologie et à l'astronomie, il est nommé en 1601 mathématicien du margrave d'Ansbach. Il se rend alors à Prague, où il rencontre Tycho Brahe et David Fabricius, puis à Padoue, où il étudie la médecine. De retour en Ansbach, il publie la première traduction en allemand des six premiers livres d'Euclide. En 1607, il est impliqué dans une affaire de plagiat par Balthasar Capra : celui-ci publie un ouvrage de Galilée, le "Traité du Compas", sous son propre nom. B. Capra sera expulsé de l'Université. 
En 1609, il parvient à fabriquer une lunette astronomique qui lui permet de commencer à observer Jupiter.
Quatre ans après Galilée, en 1614, il fait paraître les résultats de ses observations dans un ouvrage intitulé Mundus Iovialis, où il prétend avoir découvert, quelques jours avant Galilée, les quatre lunes principales de Jupiter, auxquelles il donne les noms qui leur sont restés : Io, Europe, Ganymède et Callisto. Mais la plus ancienne observation de Jupiter consignée par S. Marius date de décembre 1610 et les exemples qu'il donne dans son ouvrage datent de 1613. La primauté de la découverte des satellites de Jupiter sera vivement revendiquée par Galilée qui l'accusera de plagiat. Dans le même ouvrage, Simon Marius annonçait aussi avoir découvert la galaxie d'Andromède, qualifiée à l'époque de « nébuleuse ». Bien qu'elle fût connue de l'astronome persan Al-Soufi au Xe siècle, on admet qu'il est le premier astronome à l'avoir observée au moyen d'une lunette astronomique.
Simon Marius a publié également des tables astronomiques, en particulier des satellites de Jupiter, et des pronostics astrologiques, ainsi qu'un livre sur les comètes de 1618 et un autre, posthume, sur le cercle de position de Ptolémée.

## Hommages et références
L'Union astronomique internationale (UAI) l'a honoré en donnant son nom à un cratère lunaire : Marius. Sa ville natale Gunzenhausen a baptisé un lycée de son nom, le Simon-Marius-Gymnasium, et un astéroïde porte son nom : (7984) Marius.